# För dig, o Gud! mitt hjerta brinner
För dig, o Gud! mitt hjerta brinner är en psalm av Samuel Ödmann (1750–1829), som endast återfinns i 1819 års psalmbok. Det är okänt vilket år psalmen skrevs. Psalmen har 6 verser.
Psalmen inleds 1819 med orden:
För dig, o Gud! mitt hjerta brinner
Och älskar hvad du mig befallt.
Jag saknar dig: och allt försvinner,
Jag finner dig: och äger allt.

## Publicerad i
- 1819 års psalmbok som nr 4 under rubriken "Sanningen och trösten av Guds varelse".